# Doug Ingle
Douglas Lloyd Ingle (Omaha, Nebraska, 9 de septiembre de 1946 - 24 de mayo de 2024) fue un músico estadounidense, fundador y exorganista, principal compositor y vocalista de la banda Iron Butterfly. Escribió la emblemática canción de la banda "In-A-Gadda-Da-Vida", que se publicó por primera vez en 1968. Fue el último miembro original de la banda y el último de la formación clásica de 1967-69.

## Biografía
Ingle nació en Omaha, Nebraska. Su padre, Lloyd, organista de iglesia, le introdujo en la música a una edad temprana. Ingle se trasladó de su Nebraska natal a los tres meses de nacer a las Montañas Rocosas y más tarde la familia se trasladó a San Diego.
Ingle fundó Iron Butterfly en San Diego en 1966, permaneciendo con el grupo cuando se trasladaron a Los Ángeles a finales de ese año, y pasó a formar parte de la alineación clásica del grupo con el baterista Ron Bushy, el guitarrista Erik Brann y el bajista Lee Dorman. Su trabajo aparece en los álbumes de Iron Butterfly Heavy, In-A-Gadda-Da-Vida, Ball y Metamorphosis. El más famoso es la autoría del mayor éxito de la banda, "In-A-Gadda-Da-Vida". Según el batería Ron Bushy, el organista y vocalista Doug Ingle escribió la canción una noche mientras se bebía un litro entero de vino Red Mountain. Cuando el ebrio Ingle tocó la canción para Bushy, que le escribió la letra, arrastraba tanto las palabras que lo que debía ser "in the Garden of Eden" fue interpretado por Bushy como "In-A-Gadda-Da-Vida". Fue coautor de sus tres éxitos restantes ("Soul Experience", "In the Time of Our Lives" y "Easy Rider") con otros miembros del grupo. La canción llegó al número treinta de la lista Billboard Hot 100 y alcanzó el puesto más alto en los Países Bajos, donde llegó al número siete.
El gran éxito de la música trajo a Ingle y a Iron Butterfly un gran éxito internacional y unas temporadas de conciertos incesantes, con espectáculos de cuatro, cinco shows por noche, seis días a la semana, lo que le llevó a un completo agotamiento físico y emocional al cabo de unos años.
Su música ha tenido un impacto significativo en la escena rockera internacional, influyendo en numerosos grupos como Black Sabbath, AC/DC, Rush, Alice Cooper, Mountain, Uriah Heep, Soundgarden, Stone Temple Pilots, Slayer, King Gizzard & the Lizard Wizard y Queens of the Stone Age.
Cuando Iron Butterfly se disolvió en 1971, Ingle, que ya era multimillonario en 1970, se declaró en bancarrota tras el fin de la banda y tuvo que vender su granja en Woodland Hills, así como algunos instrumentos. No fue hasta 1986 que se libró de las deudas con Hacienda. Ocasionalmente realizó giras con los antiguos miembros de la banda desde su salida, pero no participó en ninguno de los álbumes siguientes, Scorching Beauty y Sun And Steel.
También tocó brevemente con el grupo pop Stark Naked and the Car Thieves a principios de la década de 1970, tras dejar Iron Butterfly.
De 1974 a 1978, Ingle dirigió un camping para autocaravanas en el Bosque Nacional de Los Ángeles. También pintó muchas casas en California, Washington y Oregón.
Ingle está casado por tercera vez y tiene seis hijos y tres hijastros. En 1994, Ingle volvió a Iron Butterfly y quiso grabar un álbum con la nueva banda. Sin embargo, esto nunca ocurrió e Ingle volvió a dejar la banda en 1999.
Con la muerte de Erik Brann, Lee Dorman y Ron Bushy en 2003, 2012 y 2021 respectivamente, Ingle fue el único miembro superviviente de la formación de Iron Butterfly de 1967 a 1969 hasta su muerte el 24 de mayo de 2024 a los 78 años de edad.

## Discografía

### Iron Butterfly
Álbumes de estudio
- 1968: Heavy
- 1968: In-A-Gadda-Da-Vida
- 1969: Ball
- 1970: Live
- 1970: Metamorphosis

Álbumes recopilatorios
- 1971: Evolution: The Best of Iron Butterfly
- 1993: Light & Heavy: The Best of Iron Butterfly